# Kretinga
Kretinga  (in tedesco Krottingen) è una città della Contea di Klaipėda.
Capoluogo del Comune distrettuale di Kretinga ha una popolazione di circa 21.400 abitanti e sorge a pochi chilometri dal Mar Baltico.